# Дюгамель, Сергей Осипович
Сергей Осипович Дюгамель (1802—1865) — российский генерал-майор, командир бригады запасных батальонов 1-й гвардейской пехотной дивизии.

## Биография
Родился в 1802 году, сын рижского губернатора Осипа Осиповича Дюгамеля и его жены Генриетты Карловны, урождённой баронессы фон Гейкинг.
Образование получил в Пажеском корпусе, по окончании которого в 1820 году был произведён в прапорщики и назначен на военную службу в Гренадерский императора Австрийского полк.
В 1821 году переведён в лейб-гвардии Семёновский полк, в котором последовательно получил чины подпоручика в 1822 году, поручика в 1825 году, штабс-капитана в 1829 году, капитана в 1832 году; 28 января 1835 года произведён в полковники с переводом в лейб-гвардии Преображенский полк, в следующем году переведён обратно в Семёновский полк.
В рядах Семёновского полка принимал участие в русско-турецкой войне 1828—1829 годов, где сражался под Варной, и в кампании 1831 года против восставших поляков, где был в сражении при Жолтках и штурме Варшавских предместий.
11 декабря 1840 года за беспорочную выслугу 25 лет был награждён орденом св. Георгия 4-й степени (№ 6219 по кавалерскому списку Григоровича — Степанова).
В 1841 году был назначен адъютантом наследника цесаревича Александра Николаевича. 25 июня 1845 года произведён в генерал-майоры, с назначением командиром бригады запасных батальонов 1-й гвардейской пехотной дивизии и с зачислением по гвардейской пехоте.
Уволен от службы 29 января 1849 года с мундиром и пенсионом одной трети жалования. Скончался 2 января 1865 года в Митаве от паралича, похоронен на приходском кладбище (не сохранилось).
По характеристике О. Р. Фреймана «Сергей Осипович был человек весьма умный и начитанный, флегматик, донельзя рассеянный, выше всего он ставил свой комфорт».
Его братья: Александр (генерал-губернатор Западной Сибири, член Государственного совета), Карл (известный историк-юрист), Михаил (адмирал, член Адмиралтейств-совета).

## Награды
Среди прочих наград имел :
- Орден Св. Анны 3-й степени с бантом;
- Орден Св. Владимира 4-й степени с бантом (15.12.1832);
- Орден Св. Станислава 3-й (2-й) степени (31.12.1834);
- Орден Св. Анны 2-й степени (1837, императорская корона к ордену 6.12.1842);
- Орден Св. Георгия 4-й степени за 25 лет беспорочной службы (11.12.1840);
- Орден Св. Владимира 3-й степени (17.03.1843);
- Медаль «За турецкую войну»;
- Медаль «За взятие приступом Варшавы»;
- Польский знак отличия «За военное достоинство» 4-й степени (1832);
- Знак отличия беспорочной службы за XX лет (22.08.1843).

Иностранные:
- Прусский орден Красного орла 3-й степени (1838);
- Шведский орден Меча 3-й степени (1838).